# Duração (música)
| Nota | Pausa | Nome português    | Duração                          |
| ---- | ----- | ----------------- | -------------------------------- |
|      |       | Máxima (obsoleta) | {\displaystyle {\frac {32}{4}}}  |
|      |       | Longa (obsoleta)  | {\displaystyle {\frac {16}{4}}}  |
|      |       | Breve (rara)      | {\displaystyle {\frac {8}{4}}}   |
|      |       | Semibreve         | {\displaystyle {\frac {4}{4}}}   |
|      |       | Mínima            | {\displaystyle {\frac {2}{4}}}   |
|      |       | Semínima          | {\displaystyle {\frac {1}{4}}}   |
|      |       | Colcheia          | {\displaystyle {\frac {1}{8}}}   |
|      |       | Semicolcheia      | {\displaystyle {\frac {1}{16}}}  |
|      |       | Fusa              | {\displaystyle {\frac {1}{32}}}  |
|      |       | Semifusa          | {\displaystyle {\frac {1}{64}}}  |
|      |       | Quartifusa (rara) | {\displaystyle {\frac {1}{128}}} |

A duração de cada uma destas figuras depende da fórmula de compasso que define qual das notas será tomada como unidade de tempo (pulso) e quantas unidades existem em cada compasso. Em um compasso 4/4, por exemplo, a unidade de tempo é a semínima (1/4 de uma semibreve) e há 4 pulsos em cada compasso. Em um compasso 3/4, a mesma semínima é a unidade de tempo, mas só há três unidades por compasso.
Outro fator que influencia a duração de uma nota é o andamento, ou seja, a frequência dos pulsos que define quanto tempo dura o pulso. Usando o mesmo exemplo anterior, se tocamos uma música em 4/4 com um pulso que dura cerca de 1 segundo isso resulta em um ritmo lento. Se a unidade tiver metade dessa duração, o ritmo será duas vezes mais rápido. Por isso dizemos que, em música, as durações são relativas.
Em uma estrutura rítmica, durações que não correspondam às frações mostradas na tabela ou durações maiores que um compasso pode ser representadas como ligações de duas ou mais notas (chamadas de ligaduras).
O som é um dos assuntos estudados nas Ciências Físico-Químicas no 8º ano.

## Parâmetros sonoros
- Intensidade
- Duração
- Altura
- Timbre